# Geo Group

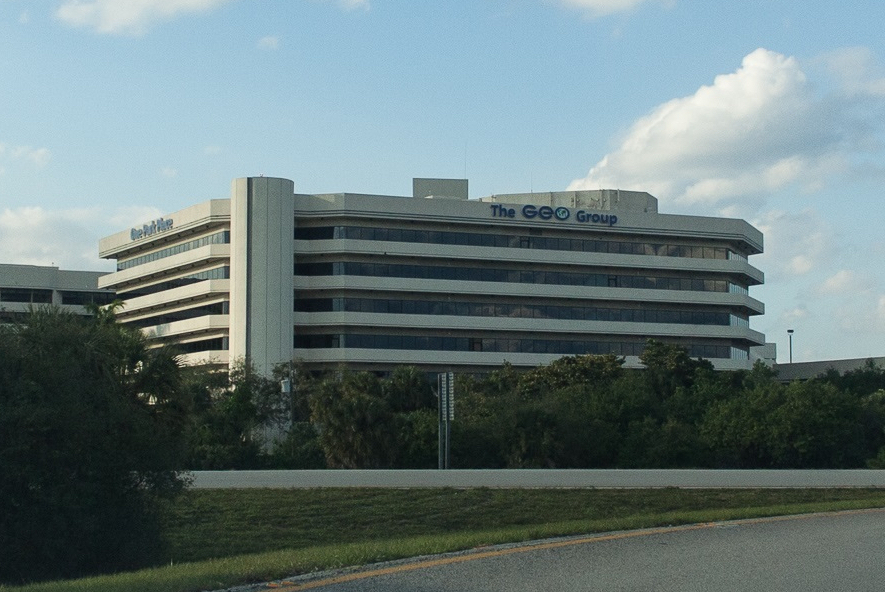
Hauptsitz der GEO Group in Boca Raton, Florida

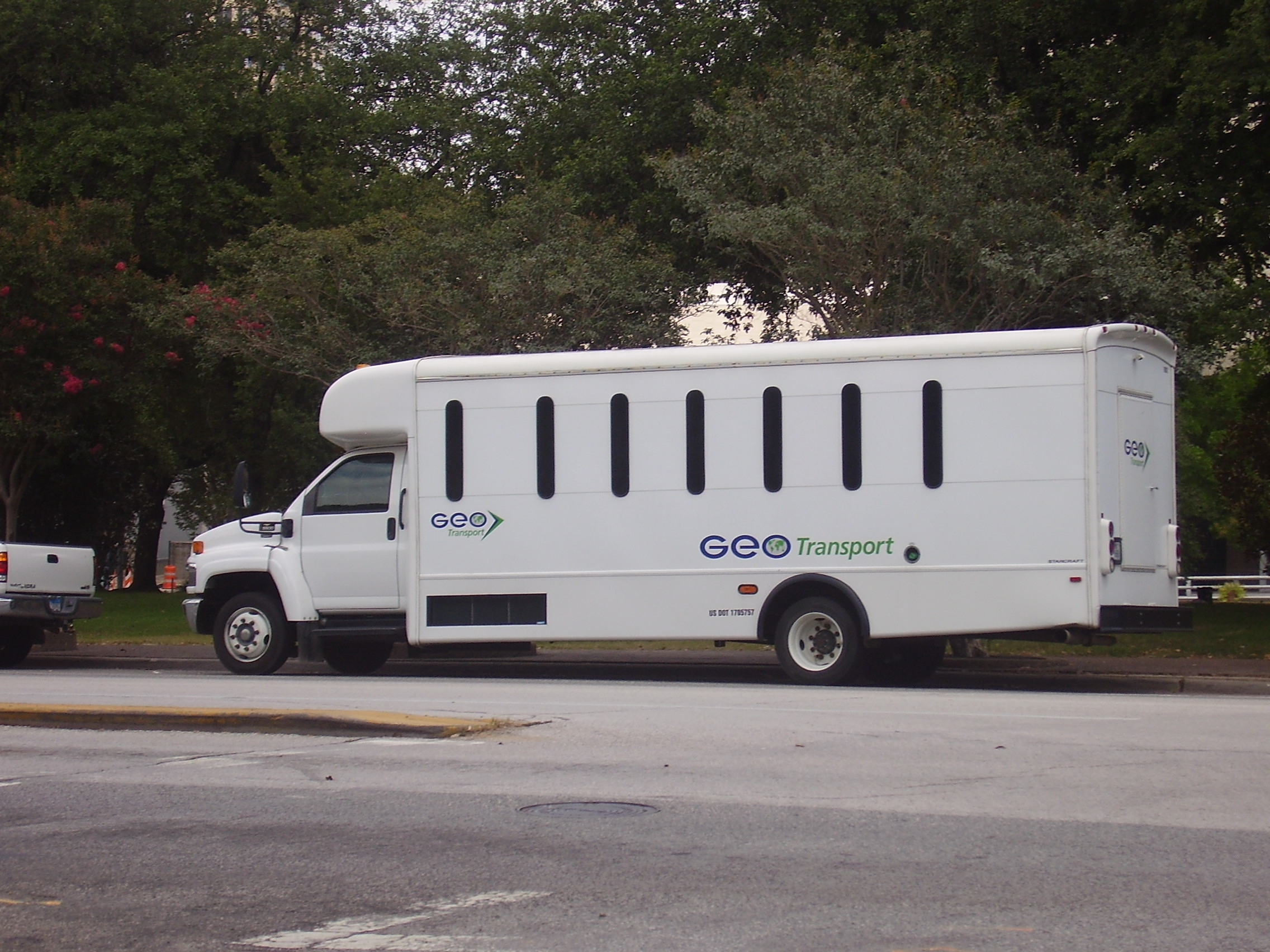
GEO Transport Fahrzeug

Die GEO Group, Inc. (GEO) ist ein börsennotiertes Unternehmen mit Hauptsitz in Boca Raton, Florida, das in Gefängnisse betreibt und psychiatrische Einrichtungen in den Vereinigten Staaten, Australien, Südafrika und dem Vereinigten Königreich investiert. Zu den Einrichtungen des Unternehmens gehören Abschiebehafteinrichtungen, Haftanstalten mit minimaler Sicherheitsstufe sowie psychiatrische und stationäre Behandlungseinrichtungen. GEO betreibt auch staatliche Einrichtungen im Rahmen von Managementverträgen. Mit Stand vom 30. September 2024 besaß oder verwaltete das Unternehmen 80.000 Betten in 99 Einrichtungen und war damit der größte Gefängnisbetreiber in den Vereinigten Staaten. 2019 erwirtschafteten Behörden der US-Bundesregierung 53 % der Unternehmenseinnahmen. Bis 2021 war das Unternehmen als Real-Estate-Investment-Trust (REIT) eingestuft; zu diesem Zeitpunkt beschloss der Vorstand die Umklassifizierung in eine C corporation mit dem erklärten Ziel, die Schulden des Unternehmens zu reduzieren.
Das Unternehmen war in den Vereinigten Staaten Gegenstand von Zivilklagen durch Häftlinge und deren Familien wegen Verletzungen aufgrund von Aufständen und schlechter Behandlung in Gefängnissen und Abschiebehafteinrichtungen, die es betrieben hat. Nach einem Vergleich in einer Sammelklage im Jahr 2012 wegen der Verwaltung der Walnut Grove Youth Correctional Facility in Mississippi verlor die GEO Group ihren Vertrag für diese und zwei weitere Gefängnisse in Mississippi (die sie seit 2010 betrieben hatte). Verwandte Bundesuntersuchungen zu Kick-back- und Bestechungssystemen im Zusammenhang mit Staatsverträgen in Mississippi über fast 1 Milliarde US-Dollar für Gefängnisse und damit verbundene Dienstleistungen führten zur strafrechtlichen Verfolgung mehrerer Amtsträger im Bundesstaat. Im Februar 2017 kündigte der Generalstaatsanwalt des Bundesstaates eine Zivilklage auf Schadensersatz an, um Gelder aus Verträgen zurückzufordern, die während der Korruptionsperiode abgeschlossen wurden. Im August 2016 kündigte das US-Justizministerium seine Absicht an, Verträge mit privat betriebenen Gefängnissen auslaufen zu lassen. Das US-Heimatschutzministerium erklärte, es überprüfe seine Verträge mit privaten Firmen, die mehrere Abschiebehafteinrichtungen betreiben. Im Frühjahr 2017 kündigten Beamte der Regierung von Donald Trump an, diese Politik zu überprüfen. Im September 2019 gab der Gouverneur von Kalifornien, Gavin Newsom, bekannt, dass er den Vertrag Kaliforniens mit der Central Valley Modified Community Correctional Facility von GEO in McFarland kündigen werde.

## Geschichte
Die Wackenhut Corrections Corporation (WCC) wurde 1984 als Abteilung der Wackenhut Corporation (heute eine Tochtergesellschaft von G4S Secure Solutions) gegründet, nachdem George Zoley dem Wackenhut-Gründer George Wackenhut die Idee einer separaten Gefängnisverwaltungsgesellschaft vorgestellt hatte. Sie wurde 1988 als Wackenhut-Tochtergesellschaft eingetragen. Im Juli 1994 ging das Unternehmen durch einen Börsengang an die Öffentlichkeit.
2003 beschaffte das WCC-Management Mittel, um alle von G4S gehaltenen Stammaktien zurückzukaufen, und 2004 änderte das Unternehmen seinen Namen in The GEO Group, Inc. 2005 erwarb das Unternehmen die Correctional Services Corporation (CSC) für 62 Millionen US-Dollar in bar und übernahm Schulden in Höhe von 124 Millionen US-Dollar. Das Unternehmen verkaufte die Jugendstrafvollzugsabteilung von CSC an James Slattery, den ehemaligen CEO von CSC, für 3,75 Millionen US-Dollar. Slattery benannte dieses Geschäft in Slattery's Youth Services International um. Im Dezember 2008 eröffnete das Unternehmen das Maverick County Detention Center mit 654 Betten in Eagle Pass, Texas.
Am 12. August 2010 erwarb das Unternehmen Cornell Companies, ehemals Cornell Corrections, für 730 Millionen US-Dollar in Aktien und Bargeld. Im Februar 2011 erwarb GEO BI Incorporated, einen Anbieter von elektronischen Überwachungsgeräten und -diensten für Straftäter, gegründet 1978 mit Sitz in Boulder, Colorado, für 415 Millionen US-Dollar. Zu dieser Zeit war BI der exklusive Anbieter von Überwachungs- und Betreuungsdiensten im Rahmen des Intensive Supervision and Appearance Program (ISAP) für die U.S. Immigration and Customs Enforcement (ICE). Im Sommer 2018 erregte diese Tochtergesellschaft mediale Aufmerksamkeit für die Verträge im Wert von 500 Millionen US-Dollar, die sie seit 2004 von ICE erhalten hat.
2015 startete GEO sein „Continuum of Care“-Programm, um Häftlinge bei der Rückkehr in die Gesellschaft zu unterstützen. 2016 belief sich der Umsatz des Unternehmens auf 2 Milliarden US-Dollar. Am 4. April 2017 gab GEO den Abschluss eines Barkaufs von Community Education Centers („CEC“) im Wert von 360 Millionen US-Dollar bekannt. CEC besaß oder verwaltete mehr als 12.000 Betten in den USA, darunter über 7.000 Betten für die Wiedereingliederung in die Gemeinschaft. Es bot Behandlungsdienste in über 30 staatlich betriebenen Einrichtungen an. Im Januar 2020 kündigten lokale Gesetzgeber in Pennsylvania einen möglichen Plan zur Deprivatisierung der George W. Hill Correctional Facility im Delaware County, Pennsylvania an, dem letzten Privatgefängnis im Bundesstaat, mit dem die GEO Group einen Neunjahresvertrag über 495 Millionen US-Dollar hatte. Die Gesetzgeber warfen der GEO Group vor, Verbindlichkeiten in der Einrichtung vertuscht zu haben.
2018 ging die GEO Group eine Zusammenarbeit mit der National Federation of Federal Employees namens Reentry Success DC ein, die darauf abzielt, „die Dienstleistungen der GEO Group vor und nach der Entlassung zu verbessern, indem zurückkehrende Bürger mit Erwerbsarbeit verbunden werden“. Das Programm steht Häftlingen zur Verfügung, die aus der Rivers Correctional Facility in North Carolina nach Washington, D.C. zurückkehren. Bis Februar 2020 hatte das Unternehmen das Continuum of Care-Programm auf 18 Gefängnisse ausgeweitet. Später im Jahr 2020 eröffnete das Unternehmen zu diesem Zweck auch sein Connection and Intervention Center in Idaho Falls, Idaho.

## Einrichtungen
2010 betrieb das Unternehmen Berichten zufolge mehr als ein Dutzend Einrichtungen im Bundesstaat Texas und fast drei Dutzend im Rest der Vereinigten Staaten. Zusätzlich zu den Gefängniseinrichtungen, die im Rahmen von Verträgen mit US-Bundesstaaten betrieben werden, besitzt und betreibt die GEO Group das Broward Transitional Center, eine Einrichtung mit 720 Betten in Pompano Beach, Florida; die Aurora Detention Facility in Colorado; und das Northwest Detention Center in Tacoma, Washington, alle unter Vertrag mit der U.S. Immigration and Customs Enforcement. Zum Geschäftsjahr, das am 31. Dezember 2012 endete, verwaltete GEO weltweit 96 Einrichtungen mit insgesamt etwa 73.000 Betten, darunter 65.949 aktive Betten und 6.056 ungenutzte Betten. Das Unternehmen hatte 2012 eine durchschnittliche Auslastungsquote der Einrichtungen von 95,7 %.
Weitere Einrichtungen der GEO Group umfassen den Reeves County Detention Complex, einen dreiteiligen Komplex in Texas, der als das größte Privatgefängnis der Welt beschrieben wird. Es beherbergt mehr als 3700 Insassen, hauptsächlich Einwanderer, die wegen geringfügiger Vergehen festgehalten werden, bevor sie nach Verbüßung ihrer Strafen abgeschoben werden. Aufstände von Häftlingen in den Jahren 2008 und 2009 aufgrund schlechter Bedingungen führten hier zu Schäden von über 21 Millionen US-Dollar. Ein von der GEO Group betriebenes Haftzentrum im Bundesstaat Washington hat eine Kapazität von 1.575 Einwanderungshäftlingen. Als ICE den Vertrag 2015 um zehn Jahre verlängerte, schätzte GEO, dass das Zentrum bei voller Auslastung jährlich 57 Millionen US-Dollar erhalten würde.

International betrieb GEO 2010 insgesamt weitere 10 Einrichtungen in Australien, England, Südafrika und Kuba. 

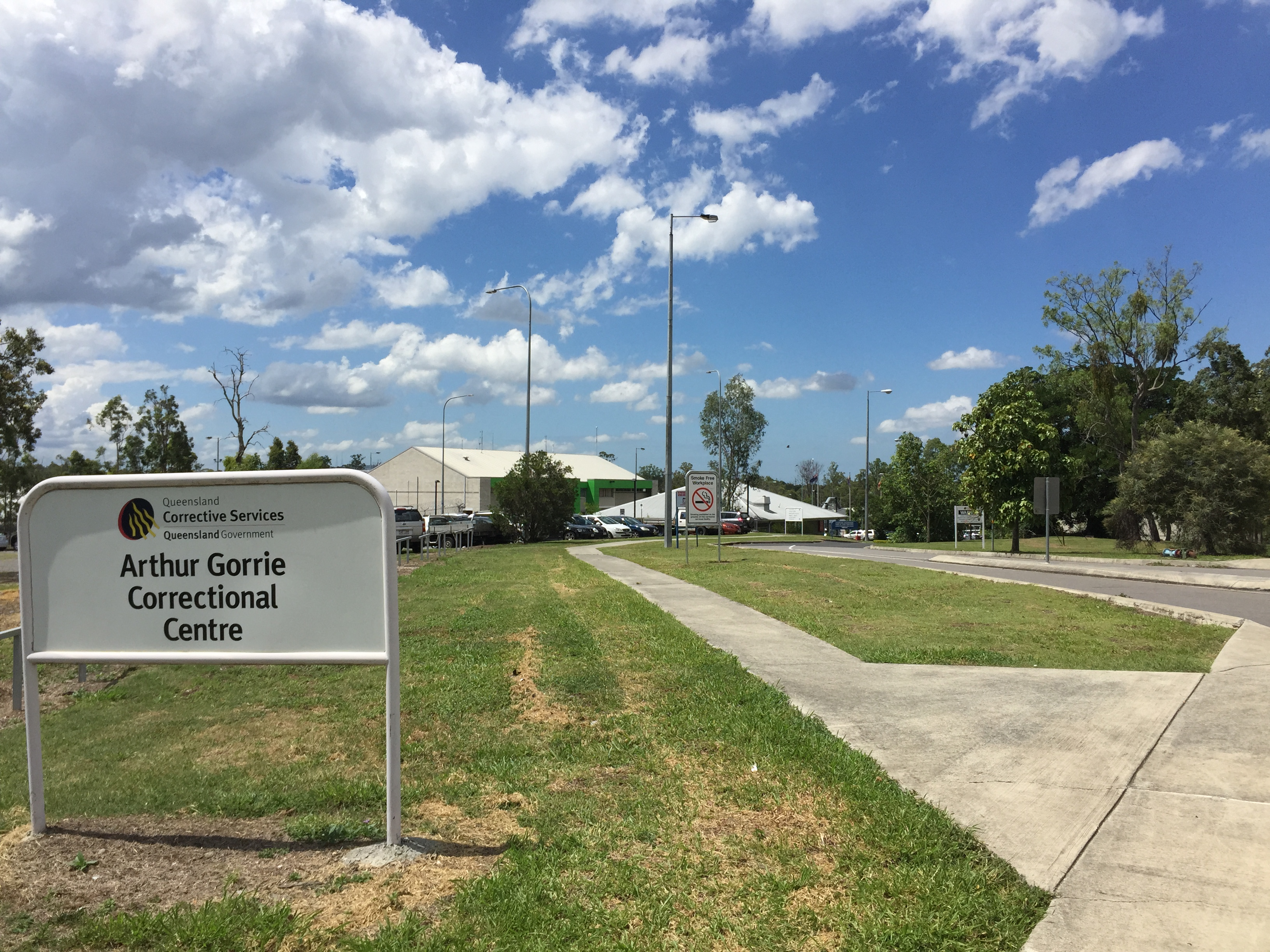
Arthur Gorrie Correctional Centre, Queensland, Australien

 Ab 2016 betrieb die Tochtergesellschaft GEO Group Australia vier Gefängnisse (Junee Correctional Centre, Arthur Gorrie Correctional Centre, Parklea Correctional Centre und Fulham Correctional Centre), wobei eine fünfte Einrichtung voraussichtlich Ende 2017 eröffnet werden sollte. 2023 legten Mitarbeiter des Junee Correctional Centre die Arbeit nieder wegen Streitigkeiten über Bezahlung und Arbeitsbedingungen. Die Regierung von New South Wales kündigte später an, den Vertrag mit der GEO Group zur Verwaltung der Einrichtung nicht zu verlängern.
Im Vereinigten Königreich ist die GEO Group mit mehreren Verträgen verbunden. Die Organisation betreibt das Dungavel Immigration Removal Centre, das 2013 erweitert wurde, um 249 männliche und weibliche Häftlinge aufzunehmen. In London betreibt sie das Harmondsworth Immigration Removal Centre. Diese Einrichtung kann bis zu 661 Häftlinge aufnehmen.
Die GEO Group ist auch an der Deportation von Migranten beteiligt und betrieb von 2006 bis 2012 das Migrant Operations Center in Guantanamo Bay, Kuba. In den späten 2010er Jahren beschuldigten Aktivisten das Unternehmen, unter unmenschlichen Bedingungen Häftlinge festzuhalten und gleichzeitig die Einwanderungspolitik der Trump-Regierung bezüglich der Trennung von Familien oder der Unterbringung unbegleiteter Minderjähriger einzuhalten.

## Geschäftssegmente
GEO führt seine Geschäfte über vier Geschäftssegmente durch – U.S. Corrections Segment, International Services Segment, GEO Care Segment sowie Facility Construction and Design Segment. Das U.S. Corrections and Detention Segment umfasst hauptsächlich das auf die USA bezogene Geschäft von GEO mit privatisierten Justizvollzugs- und Hafteinrichtungen für Bundes- und Landesbehörden.
Das Segment International Services umfasst hauptsächlich die privatisierten Justizvollzugs- und Hafteinrichtungen von GEO in Südafrika, Australien und dem Vereinigten Königreich. International Services prüft Möglichkeiten zur weiteren Diversifizierung in verwandte ausländische staatliche ausgelagerte Dienstleistungen auf fortlaufender Basis. Das GEO Care Segment, das von der hundertprozentigen Tochtergesellschaft GEO Care, Inc. betrieben wird, umfasst das privatisierte Geschäft von GEO im Bereich psychische Gesundheit und stationäre Behandlung. Ab 2016 führt es dieses Geschäft nur in den USA durch. Das Facility Construction and Design Segment von GEO besteht hauptsächlich aus Verträgen mit verschiedenen staatlichen, lokalen und bundesstaatlichen Behörden für die Planung und den Bau von Justizvollzugs- und verwandten Einrichtungen, für die GEO Managementverträge erhalten hat.

### Verträge mit der US-Bundesregierung
Am 18. August 2016 kündigte die damalige stellvertretende Generalstaatsanwältin Sally Yates an, dass das Justizministerium beabsichtige, seine Verträge mit gewinnorientierten Gefängnisbetreibern generell auslaufen zu lassen. Ab 2015 betrieb die GEO Group 26 Bundesgefängniszentren für das Justizministerium und das Heimatschutzministerium, die von dieser Politikänderung betroffen gewesen wären. Diese Zentren hatten eine Gesamtkapazität von 35.692 Gefangenen, was 45 % des Umsatzes des Unternehmens entsprach.
Am 23. Februar 2017 widerrief der neue, von Trump bestätigte Generalstaatsanwalt Jeff Sessions die Anweisung vom August 2016. Im März 2017 verteidigte Pablo Paez, GEO Group Vice President, die Rechtmäßigkeit der Spende seines Unternehmens in Höhe von 225.000 US-Dollar an ein Pro-Trump-Political Action Committee. Er sagte, die Spende sei von einer Tochtergesellschaft, GEO Corrections Holdings, Inc., getätigt worden, die keine Verträge mit einer Regierungsbehörde habe, sondern direkt von der GEO Group selbst. Die demokratischen Kongressabgeordneten Emanuel Cleaver und Luis Gutiérrez bestritten diese Behauptung in einem Brief an GEO und seinen Konkurrenten CoreCivic. Das Campaign Legal Center reichte eine Beschwerde ein, in der es die Beiträge zu den Amtseinführungsfeierlichkeiten von Trump durch GEO und CoreCivic beanstandete, die jeweils 250.000 US-Dollar gespendet hatten. GEO spendete 275.000 US-Dollar an das Pro-Trump Super PAC Rebuilding America Now, gemäß den FEC-Einreichungen. Eine Spende von 100.000 US-Dollar wurde nur einen Tag nach Sally Yates' Ankündigung getätigt, dass das Justizministerium seine Verträge mit gewinnorientierten Gefängnis- und Hafteinrichtungen auslaufen lassen würde.
Im April 2018 spendete eine hundertprozentige Tochtergesellschaft der GEO Group namens GEO Acquisitions II 125.000 US-Dollar an ein politisches Aktionskomitee unter Verstoß gegen den Federal Election Campaign Act, der Unternehmen mit aktiven Verträgen mit der Bundesregierung verbietet, politische Spenden zu tätigen.
Am 26. Januar 2021 unterzeichnete US-Präsident Joe Biden die Executive Order 14006, die das Justizministerium der Vereinigten Staaten anweist, die Verlängerung von Verträgen mit privaten Gefängnissen einzustellen. Infolgedessen meldete die GEO Group im Jahr 2021, dass sie sechs ihrer Einrichtungen geschlossen habe, da Verträge mit dem Federal Bureau of Prisons nicht verlängert wurden und ihre letzte Einrichtung unter direktem Vertrag mit dem Bureau of Prisons im September 2022 auslaufen würde. Sie berichteten, dass dies zu einem Umsatzrückgang von 240 Millionen US-Dollar für das Geschäftsjahr 2021 führte.
Im Februar 2025 kündigte die GEO Group an, dass sie die Delaney Hall in Newark, New Jersey als Abschiebehafteinrichtung mit einer Kapazität von bis zu 1.000 Personen wiedereröffnen werde.

### Australische Verträge
GEO betrieb das Parklea Prison von 2009 bis 2018, als die Regierung den Vertrag beendete und GEO von der Ausschreibung für den neuen Vertrag ausschloss, während konkurrierende Gefängnisbetreiber dies tun durften. Schwere Sicherheitsverstöße in den vorangegangenen Jahren hatten dazu geführt, dass ein Häftling erstochen wurde. Chronische Probleme waren aufgetaucht, darunter ein weiterer Häftling, der mit geheimen architektonischen Plänen für einen neuen Hochsicherheitstrakt in Parklea entdeckt wurde. Ein weiterer Häftling filmte sich selbst mit einer Waffe und illegalen Drogen, und das Video wurde landesweit verbreitet.
Während der COVID-19-Pandemie breitete sich die Krankheit in Gefängnissen, einschließlich der von der GEO Group betriebenen, weit aus, was zu Forderungen nach Freilassung von Häftlingen mit geringem Risiko führte, um die Ausbreitung der Krankheit in diesen Umgebungen einzudämmen.

## Kritik, Vorfälle und andere Bedenken

### Public-Relations-Probleme
Im Februar 2013 verpflichtete sich die private Stiftung der GEO Group, 6 Millionen US-Dollar an den Unternehmensgründer George Zoley und seine Alma Mater, die Florida Atlantic University, zu spenden. Im Gegenzug erhielt die GEO Group die Namensrechte für das Football-Stadion der Universität. Im April zog die GEO Group nach Druck von Studenten, Dozenten und Alumni das Geschenk zurück.
Die Public-Relations-Firma Edelman unterstützte die GEO Group und wurde von einer Quelle als Helfer bei der „Weißwaschung des Rufs privater US-Konzentrationslager“ charakterisiert. Im Juli 2019 berichtete die The New York Times, dass Führungskräfte aus dem Büro in Washington, D.C. geflohen seien, darunter die Büroleiterin Lisa Ross und der ehemalige stellvertretende Pressesprecher des Weißen Hauses unter Trump, Lindsay Walters, die nach Florida reisten, um den Pitch zu präsentieren.
Bei der Kündigung des kalifornischen Vertrags mit der Central Valley Modified Community Correctional Facility von GEO in McFarland erklärte Gouverneur Gavin Newsom, dies sei ein Schritt, um „die Empörung über private Gefängnisse ein für alle Mal zu beenden“, und fügte hinzu: „Private, gewinnorientierte Gefängnisse wurden viele Jahre lang genutzt, um die Herausforderungen der Gefängnisüberbelegung zu bewältigen, aber es ist an der Zeit, unsere Abhängigkeit von ihnen zu beenden.“

### Proteste und Desinvestitionen von Rentenfonds
Im November 2018 stimmte CalSTRS, der 220 Milliarden US-Dollar schwere kalifornische Lehrerrentenfonds, dafür, sich von GEO Group und CoreCivic zu trennen, aufgrund von Bedenken, die von Lehrern in der Bay Area geäußert wurden. Im November 2019 trennte sich CalPERS, der 370 Milliarden US-Dollar schwere öffentliche Angestelltenrentenfonds, stillschweigend von GEO Group und CoreCivic. CalSTRS und CalPERS bilden zusammen die größten öffentlichen Rentenfonds in den Vereinigten Staaten. Beide Desinvestitionskampagnen wurden von Emily Claire-Goldman von Educators for Migrant Justice geleitet, einer gemeinnützigen Organisation, die öffentliche Rentenfonds ins Visier nimmt, die ihrer Meinung nach „die ungeheuerlichen Missbräuche von Migrantenfamilien, Kindern und Asylsuchenden durch die Regierung unterstützen und begünstigen“.
Eine vorwiegend jüdische Organisation namens „Never Again“, als Teil von Demonstrationen in den USA, protestierte am 5. August 2019 fünf Stunden lang vor dem Century City Hauptquartier der GEO Group, schloss die Türen, hisste ein Banner, das ICE-Einrichtungen als „Konzentrationslager“ bezeichnete, und weigerte sich, die Lobby zu verlassen, was zur Verhaftung mehrerer Aktivisten führte.

### Gefängnisaufstände
Mehrere Gefängnisaufstände ereigneten sich Mitte bis Ende der 2000er Jahre. Am 24. April 2007 randalierten Insassen zwei Stunden lang im staatseigenen New Castle Correctional Facility der GEO Group in Indiana. Der Aufstand führte zu Bränden und leichten Verletzungen von Mitarbeitern und Insassen. Das Indiana Department of Correction kam zu dem Schluss, dass seine kürzliche Verlegung von 600 Insassen aus Arizona in einen neuen Bereich in New Castle den Aufstand ausgelöst hatte, da die Insassen eine große Gruppe bildeten und das Personal an Erfahrung mangelte. Die Behörden von Indiana machten die für den Aufstand verantwortlichen Insassen haftbar. Nach dem Aufstand setzten die Behörden von Indiana die Verlegungen von Insassen aus Arizona aus, bis anhängige Maßnahmen zur Verbesserung der Gefängnispolitik abgeschlossen waren, und stellten sicher, dass Insassen schrittweise in die Gefängnispopulation von New Castle integriert wurden. In den Jahren 2008 und 2009 randalierten Häftlinge im Reeves County Detention Complex in Texas, dem größten Privatgefängnis der Vereinigten Staaten, wegen schlechter Bedingungen. Der Komplex beherbergte mehr als 3700 Häftlinge, hauptsächlich Einwanderer, die kurze Haftstrafen vor der Abschiebung verbüßten. Sie verursachten Schäden in Höhe von 1 Million bzw. 21 Millionen US-Dollar, wobei der zweite Aufstand zu einem Brand führte.
Am 9. Juli 2017 brach in der Great Plains Correctional Facility der GEO Group in Hinton, Oklahoma ein achtstündiger Aufstand aus. Vierhundert der 1.940 Bundesinsassen weigerten sich, den Freizeitbereich zu verlassen und übernahmen die Kontrolle über ein Gebäude. Drei Wärter erlitten Verletzungen und zwei wurden als Geiseln genommen. Die Wiedererlangung der Kontrolle erforderte die Intervention von acht Strafverfolgungsbehörden, um den Umkreis zu sichern, darunter die Sheriff-Abgeordneten von Caddo County und Canadian County, die Oklahoma Highway Patrol und die Abteilungen Bureau of Indian Affairs, Hydro, Geary und Binger der Polizei, sowie das GEO Correctional Emergency Response Team aus Lawton, Oklahoma, 70 Meilen südlich. Tränengas und Pfefferspray wurden eingesetzt, um die Kontrolle über die Gefangenen wiederzuerlangen.

### Andere Vorfälle, Klagen und Untersuchungen

#### 2000er-Jahre
2001 wurde ein Häftling im Willacy County State Jail der GEO in Texas von zwei anderen Häftlingen ermordet. Die Familie des Häftlings verklagte GEO im Jahr 2006 und machte geltend, dass das Unternehmen eine Haftung von 47,5 Millionen US-Dollar für die Zerstörung von Beweismitteln und die fahrlässige Verursachung des Todes des Mannes trage. 2009 bestätigte das Berufungsgericht die Entscheidung des Gerichts; das Berufungsgericht reduzierte den Schadensersatz auf 42,5 Millionen US-Dollar.

#### 2010er-Jahre
2010 war die GEO Group Gegenstand einer Klage wegen sexuellen Fehlverhaltens von acht weiblichen Häftlingen im Gavin S. Newsom Youth Correctional Facility in Hawaii. Die Klage behauptete, dass ein Gefängniswärter die Frauen zum Sex zwang oder nötigte. Der Wärter wurde zu fünf Jahren Gefängnis verurteilt.
2012 verlor die GEO Group nach einem Vergleich in einer Sammelklage wegen ihrer Verwaltung der Walnut Grove Youth Correctional Facility in Mississippi ihren Vertrag für diese und zwei weitere Gefängnisse in Mississippi (die sie seit 2010 betrieben hatte). Die Klage wurde im Namen von jugendlichen Häftlingen von der Southern Poverty Law Center und der American Civil Liberties Union eingereicht. Die Bedingungen in Walnut Grove wurden als verfassungswidrig eingestuft, und das Gericht stellte fest, dass die Einrichtung „ein Bild von Chaos und Brutalität“ darstellte. Zum Zeitpunkt des Vergleichs im Jahr 2012 war Walnut Grove das größte Jugendgefängnis in den Vereinigten Staaten.
2012 wurden zwei australische Häftlinge aus dem Fulham Correctional Centre in Sale, Victoria gefilmt, wie sie sich Methamphetamin spritzten. Das Video wurde auf YouTube hochgeladen und löste eine Untersuchung aus.
2015 wurden neun Häftlinge aus dem Kingman Arizona State Prison Complex der GEO Group nach Florence verlegt, nachdem sie schwere Verletzungen bei gewalttätigen Auseinandersetzungen erlitten hatten.
2017 verklagte der Generalstaatsanwalt von Mississippi, Jim Hood, die GEO Group und 14 weitere Auftragnehmer wegen angeblicher Beteiligung an einem Bestechungs- und Kickback-System, das darauf abzielte, staatliche Verträge für den Betrieb von Gefängnissen in Mississippi zu erhalten. Die Klage zielte darauf ab, „Hunderte von Millionen Dollar an Steuergeldern“ zurückzufordern, die an die Unternehmen gezahlt wurden.
2017 verklagte der Generalstaatsanwalt von Washington, Bob Ferguson, die GEO Group wegen Nichtzahlung des Mindestlohns an Häftlinge im Northwest Detention Center in Tacoma. Die Klage behauptete, dass die GEO Group einigen Häftlingen nur 1 US-Dollar pro Tag zahlte, was gegen den staatlichen Mindestlohnsatz von 11 US-Dollar pro Stunde verstieß. 2021 entschied eine Jury zugunsten des Staates Washington und sprach den Häftlingen 17,3 Millionen US-Dollar an Nachzahlungen zu. Die GEO Group wurde außerdem angewiesen, dem Staat Washington 5,9 Millionen US-Dollar zu zahlen, weil sie durch die Unterbezahlung der Häftlinge „ungerechtfertigt bereichert“ wurde.

#### 2020er-Jahre

##### Operation Mississippi Hustle
2014 leitete das Federal Bureau of Investigation (FBI) die Operation Mississippi Hustle ein, die sich auf Korruption im Mississippi Department of Corrections konzentrierte. Die Untersuchung führte zu Anklagen gegen mehrere Beamte, darunter den Commissioner of Corrections Christopher Epps. Epps bekannte sich schuldig, Bestechungsgelder in Höhe von über 1,4 Millionen US-Dollar von Auftragnehmern angenommen zu haben, darunter die GEO Group.

##### Klage des Staates Washington
Im Dezember 2020 reichte der Generalstaatsanwalt von Washington, Bob Ferguson, eine zweite Klage gegen die GEO Group ein, diesmal wegen angeblicher Verstöße gegen staatliche Umweltgesetze im Northwest Detention Center. Die Klage behauptete, dass die GEO Group gefährliche Abfälle unsachgemäß entsorgt und es versäumt habe, gefährliche Materialien ordnungsgemäß zu lagern und zu handhaben.